# ПСМ-1

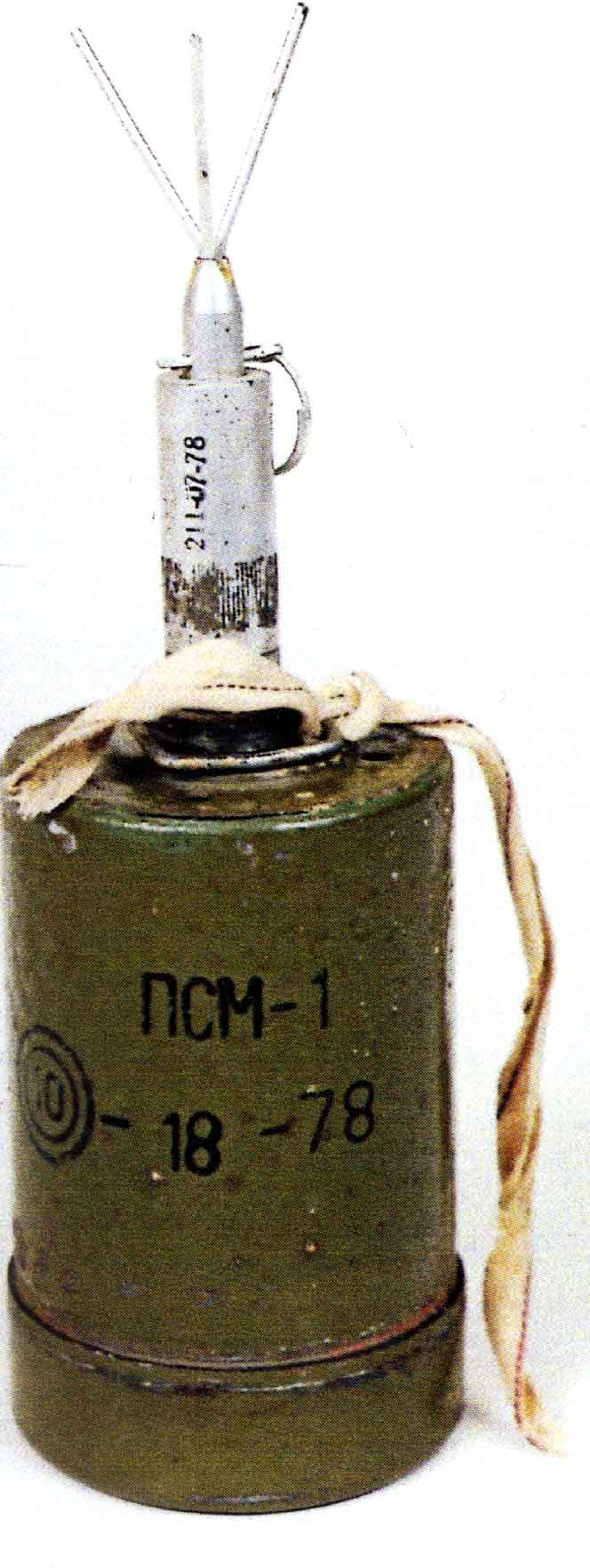
ПСМ-1

ПСМ-1 (от болг. противопехотна скачаща мина обр. 1) — болгарская противопехотная выпрыгивающая осколочная мина кругового поражения.

## История
ПСМ-1 была разработана в начале 1960-х годов для замены ранее находившейся на вооружении чехословацкой мины PPMi-Sr II, её производили на заводе «Фридрих Енгельс» в городе Казанлык (известном также как завод № 10).
Мина состояла на вооружении Болгарской Народной Армии, экспортировалась в Анголу и Камбоджу.
Во время «холодной войны» 13 926 мин ПСМ-1 были установлены на болгарско-греческой границе, но в 1992 году по распоряжению министра внутренних дел Йордана Соколова их начали снимать, разминирование было завершено в 2001 году.
3 декабря 1997 года Болгария подписала конвенцию о запрете противопехотных мин, 4 сентября 1998 года она была ратифицирована и с 1 марта 1999 года страна стала участником конвенции, предусматривавшей уничтожение запасов противопехотных мин, не соответствующих условиям конвенции. 27 августа 1999 года правительство Болгарии сообщило, что на складах хранится 300 941 шт. мин ПСМ-1, уничтожение которых начнётся в 1999 году. Все имевшиеся запасы противопехотных мин в стране были уничтожены до декабря 2000 года. 22 апреля 2002 года правительство Болгарии сообщило, что оборудование по производству противопехотных мин полностью демонтировано.

## Описание
Конструкция мины ведёт происхождение от немецкой выпрыгивающей мины SMI-35 времён Второй мировой войны. При срабатывании взрывателя огонь пламени воспламеняет пороховой замедлитель, который по запальной трубке поджигает вышибной заряд, состоящий из шашки чёрного пороха. Последний выбрасывает на высоту около 0,4—1,4 м боевой снаряд мины. В это время происходит горение порохового замедлителя. Как только пламя достигает капсюля-детонатора, последний взрывается, детонируя основной заряд мины. Поражение наносится готовыми убойными элементами (1200 шариков) массой 1 г каждый, уложенными в корпус мины. Мина, взрывающаяся в воздухе, способна поражать осколками даже бойцов, лежащих на земле.

## Тактико-технические характеристики

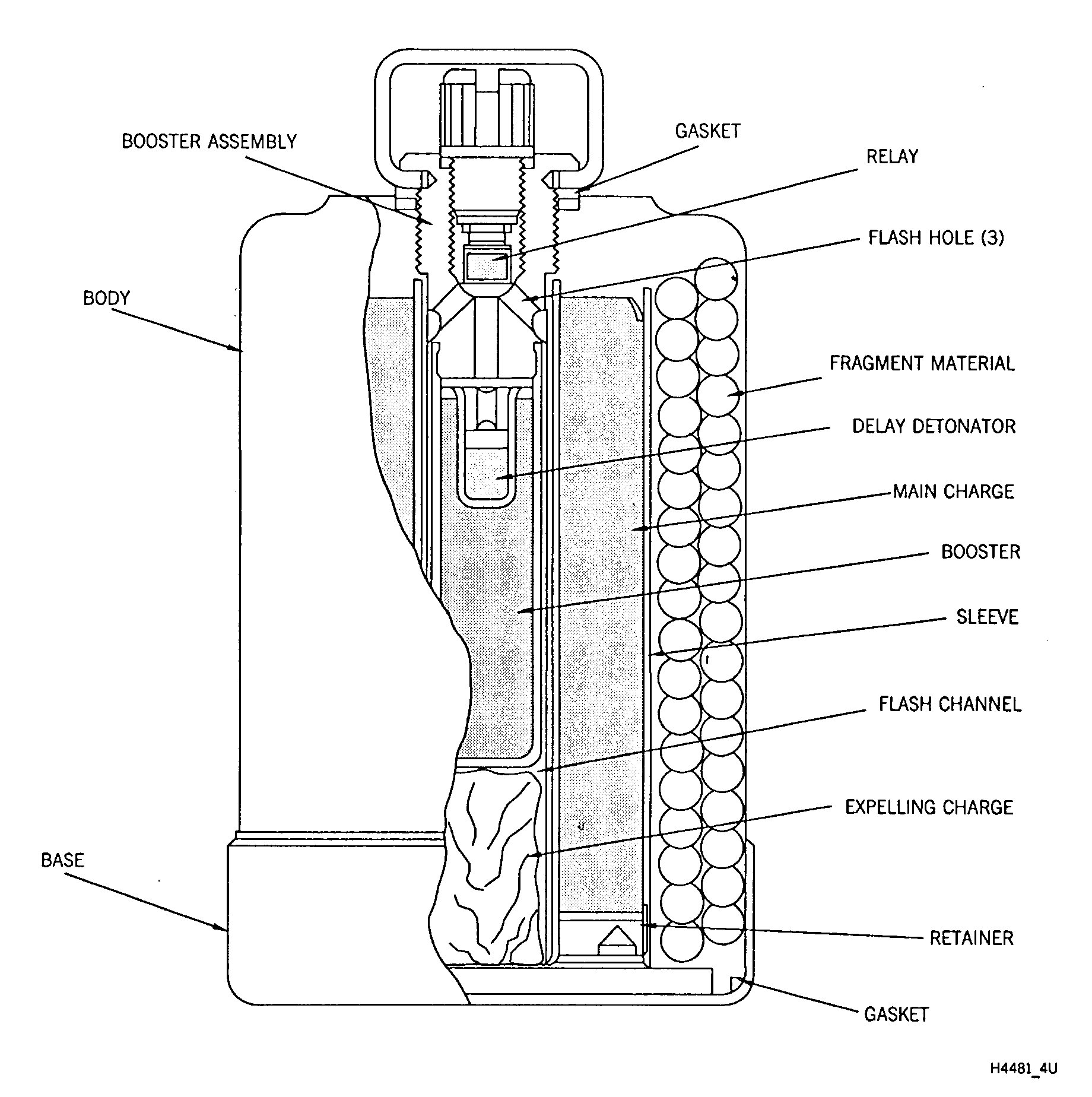
Устройство

- Материал корпуса — металлический сплав ЦАМ-4;
- Масса — 2,69 кг;
- Масса взрывчатого вещества (гексоген) — 165 г;
- Масса вышибного заряда (дымный порох) — 5 г;
- Диаметр корпуса — 74,6 мм;
- Высота корпуса — 135 мм;
- Диаметр зоны нажимного датчика цели — 50 мм;
- Длина натяжного датчика цели — до 15 м;
- Радиус поражения — до 30 м;
- Время приведения в боевое положение — от 2 мин до 4 ч;
- Температурный диапазон применения — от −40 до +40 °С.